# Santa Bárbara do Sul
Santa Bárbara do Sul is een gemeente in de Braziliaanse deelstaat Rio Grande do Sul. De gemeente telt 9.250 inwoners (schatting 2009).

## Aangrenzende gemeenten
De gemeente grenst aan Chapada, Condor, Cruz Alta, Ibirubá, Palmeira das Missões, Panambi, Pejuçara en Saldanha Marinho.